# Vilmos Grünfeld
Vilmos Grünfeld, també Wilhelm Grünfeld (Pest, 17 de desembre, 1855 – Budapest, 26 de novembre, 1921), va ser violinista i professor, concertino de l'Òpera i director principal del Quartet de Corda Grünfeld-Bürger.

## Biografia
Fill de Simon Grünfeld (1808–1897), un privat, i Jozefin Grünfeld (1820–1912). Va ser alumne de Károly Huber i Dávid Ridley-Kohne a Pest, i després va continuar la seva educació a Viena. Amb només catorze anys, va interpretar el concert per a violí de Beethoven.
Va tocar a l'orquestra del Teatre Nacional des de l'1 d'octubre de 1869 i a l'Òpera des de 1884. Allà va esdevenir el primer concertino el 1902. Es va retirar el 1915. Com a músic de cambra, va treballar primer al Quartet de Corda Hubay-Popper, i després, el 1894, va fundar el seu propi conjunt amb Zsigmond Bürger. Aquest quartet va existir fins al 1910. A partir del 1898 va ensenyar a l'Acadèmia de Música durant vint anys. Els seus alumnes més coneguts van ser Alice Bárdos i Béla Melles.
Estava emparentat amb el "petit Rott", l'actor Sándor Rott. El molt respectat Grünfeld va aconseguir que treballés com a extra aficionat a l'Òpera. La seva segona esposa va ser Anna Schuk (1863–1937)[8], amb qui es va casar a Budapest el 24 de desembre de 1910.
La seva tomba es troba al cementiri jueu del carrer Kozma (5A–2–36).

## Premis i honors
- 1915 – Creu de Cavaller de l'Orde de Francesc Josep
- 1917 – Membre permanent de l'Orquestra de la Reial Òpera Hongaresa